# Wisła Wielka
Wisła Wielka est une localité polonaise de la gmina et du powiat de Pszczyna en voïvodie de Silésie.